# Bresthaft
Die Bezeichnung bresthaft bedeutet gebrechlich, kränklich. Sie wurde vor allem in Süddeutschland und Österreich bis in die 1990er für Behinderte verwendet. Sie bezog sich primär auf Menschen mit einer Körperbehinderung, wurde aber auch für Menschen mit einer geistigen Behinderung oder Mehrfachbehinderung verwendet. Es wurden zum Teil auch alte sowie kranke und anders gebrechliche Menschen als bresthaft bezeichnet.
Da die Bezeichnung als abwertend gilt, wurde sie aus der Gesetzgebung entfernt und durch weniger diskriminierende Formulierungen ersetzt. Im allgemeinen Sprachgebrauch ist sie aber durchaus in einigen Regionen noch üblich, wenngleich mit abnehmender Tendenz.